# Roussillon (Vaucluse)

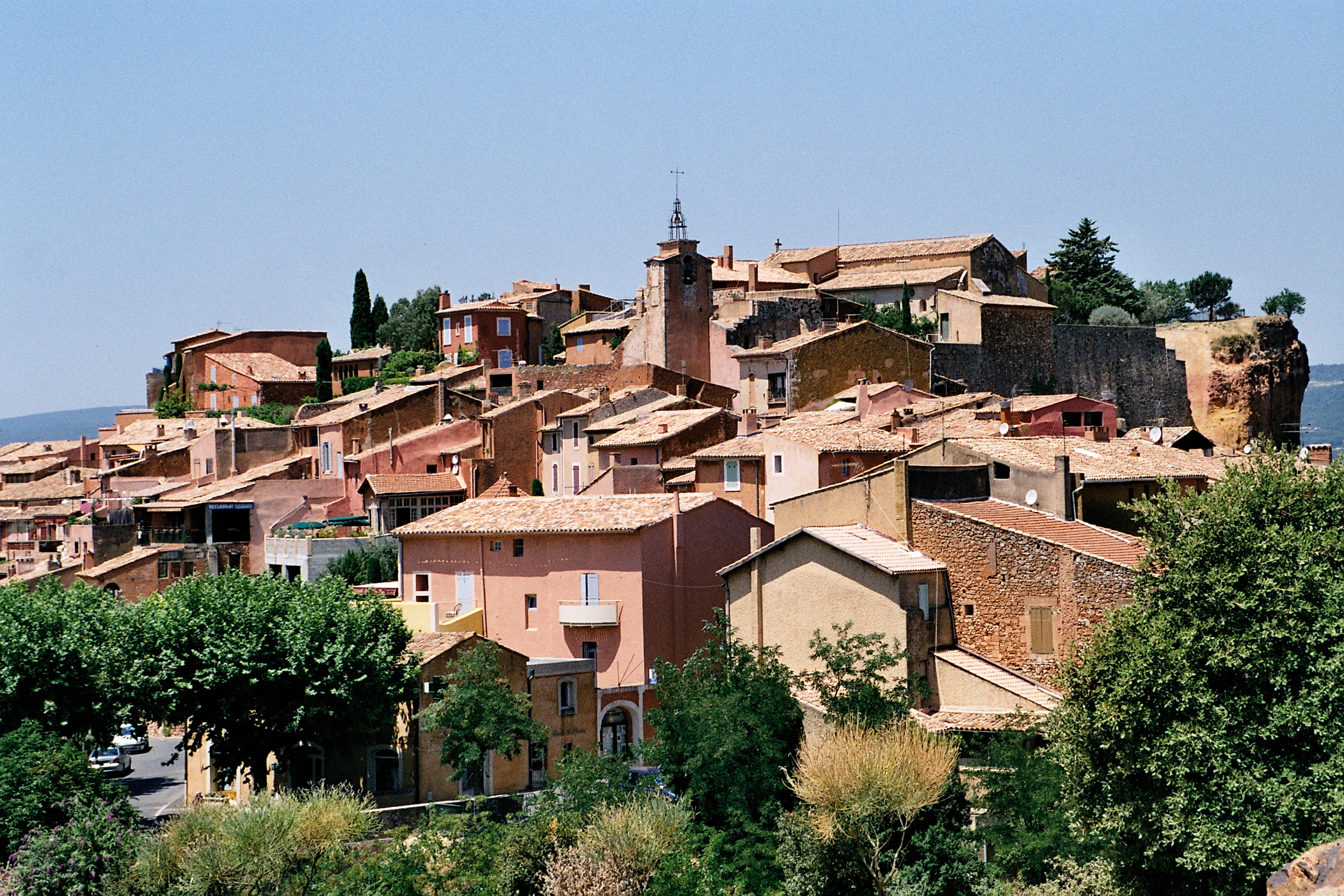
Otra vista de la localidad

 Roussillon  es una población y comuna francesa, en la región de Provenza-Alpes-Costa Azul, departamento de Vaucluse, en el distrito de Apt y cantón de Gordes.
Está integrada en la Communauté de communes de Pied Rousset en Luberon e incluido dentro la asociación Los Pueblos Más Bonitos de Francia (Les Plus Beaux Villages de France).

## Demografía

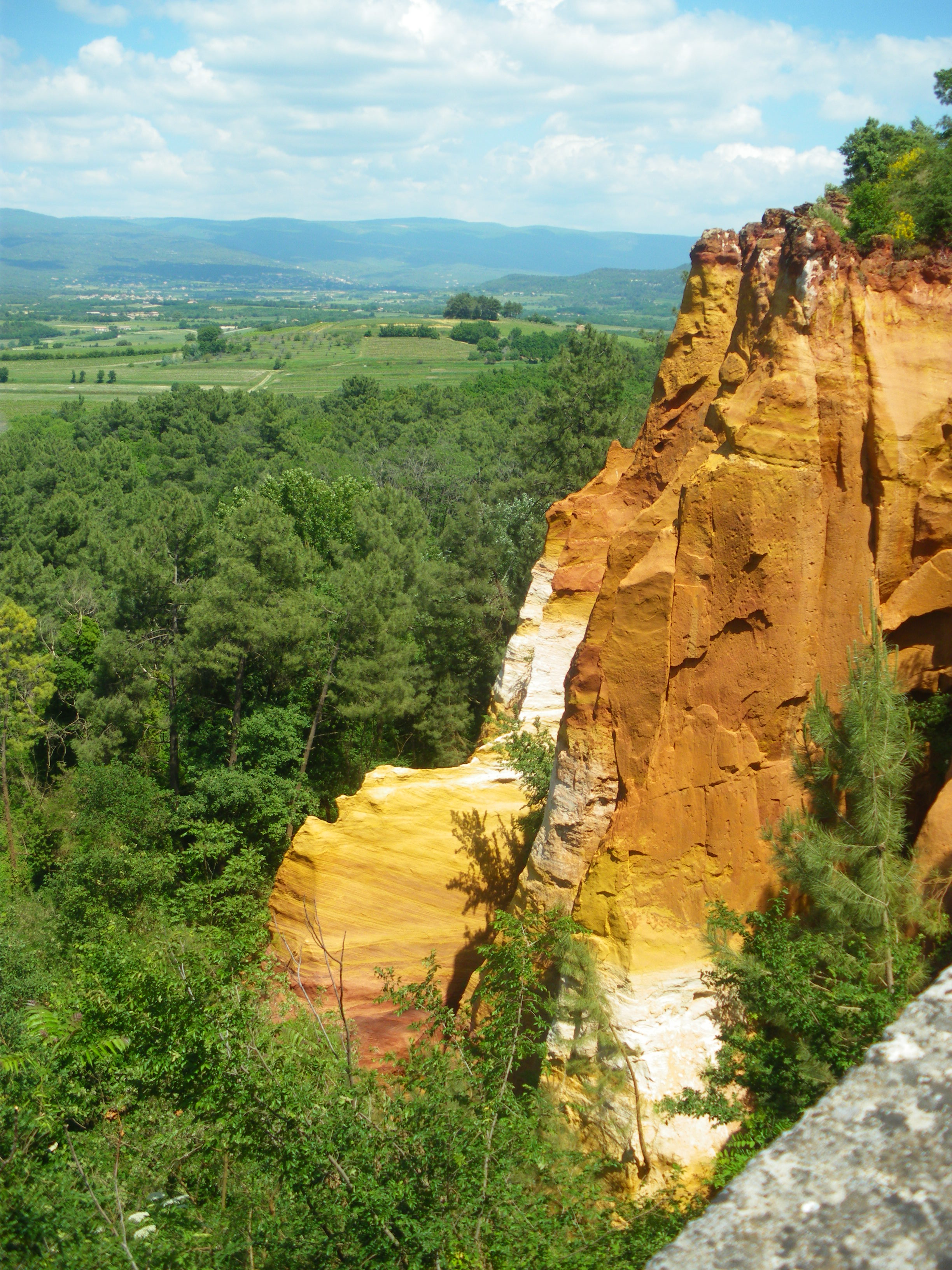
Sendero de los Ocres

| 702 | 827 | 1093 | 1313 | 1165 | 1161 |
| Para los censos de 1962 a 1999 la población legal corresponde a la población sin duplicidades (Fuente: INSEE [Consultar]) |     |      |      |      |      |

## Lugares de interés
- Le Sentier des Ocres, o Sendero de los Ocres, es un recorrido por los bosques contiguos a la villa, en el que se pueden encontrar 17 matices del material del ocre, que van desde el blanco dorado hasta el rojo púrpura, pasando por el amarillo claro, el amarillo zaferán o el terracota, entre otros. Estos pigmentos están formados por arena arcillosa y óxido de hierro. Desde finales del siglo VIII hasta la irrupción de los colores sintéticos, el municipio disfrutó de un acuerdo comercial para llevar sus pigmentos a Oriente.
- La primitiva Iglesia de San Miguel se remonta al siglo XI dentro de las fortificaciones, frente al castillo. Muy alterada con el tiempo debido a que se encuentra en el acantilado, podemos ver la fachada del siglo XVII, el coro del siglo XVIII y la pila bautismal del mismo siglo. En el interior destacan una estatua de San Miguel y un Cristo en la cruz.